# Philomachus pugnax

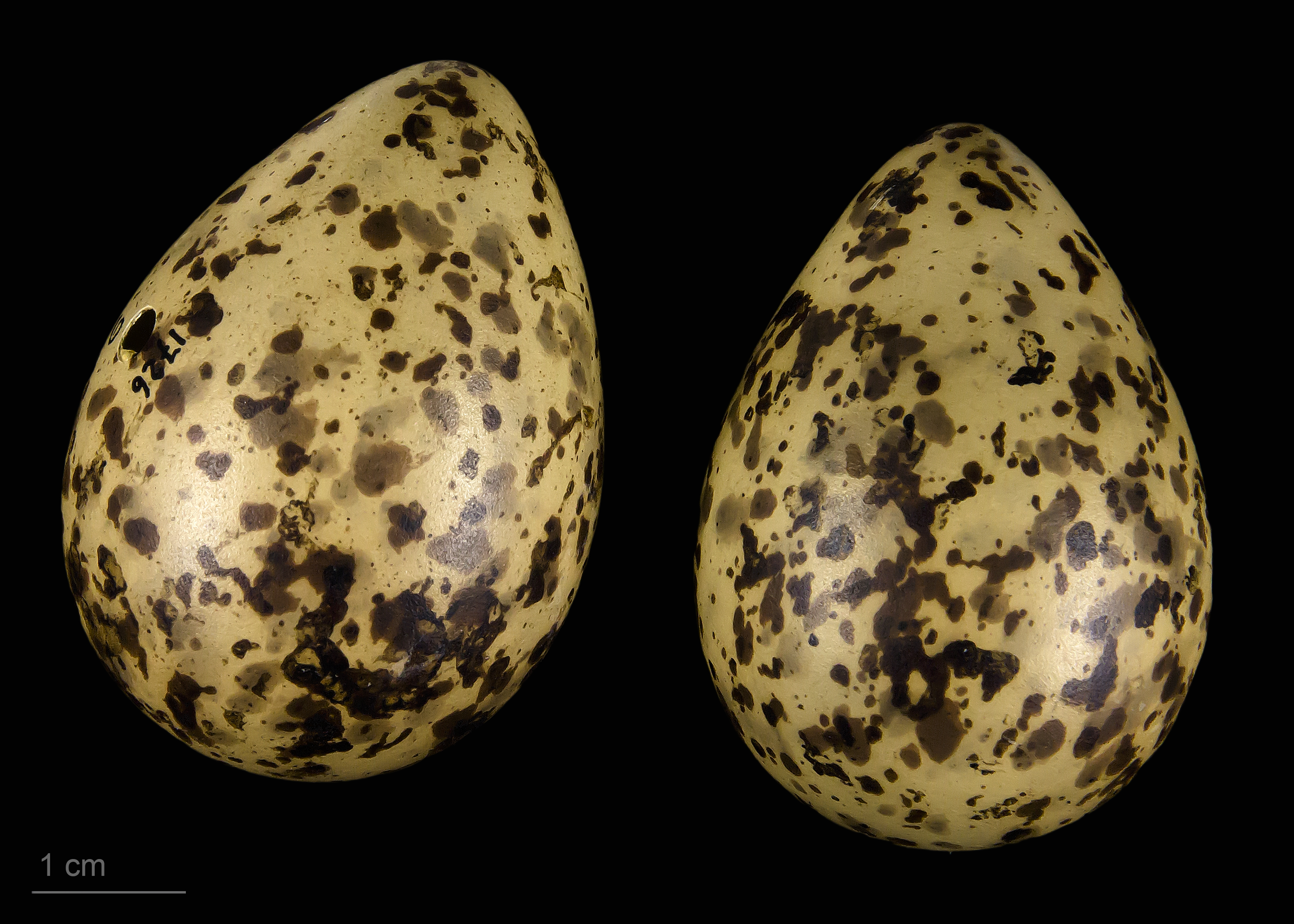
Calidris pugnax pugnax

Philomachus pugnax là một loài chim trong họ Scolopacidae.
Loài chim này sinh sản trong đầm lầy và đồng cỏ ẩm ướt ở miền bắc Á-Âu. Loài dẽ rất thích sống thành bầy này là loài di cư và đôi khi tạo thành đàn khổng lồ trong căn cứ mùa đông của chúng, trong đó bao gồm nam và tây Tây Âu, châu Phi, Nam Á và Úc. Loài này thường được coi là thành viên duy nhất của chi của nó, và dẽ mỏ rộng và dẽ đuôi nhọn là họ hàng gần nhất của loài này.